# Mes stars et moi
Pour plus de détails, voir Fiche technique et Distribution.
Mes stars et moi est un film français écrit et réalisé par Laetitia Colombani, sorti le 29 octobre 2008.

## Synopsis
Robert travaille comme agent d'entretien la nuit dans une agence artistique. Il est fasciné par trois actrices, au point d'en devenir envahissant. Il les harcèle, s'immisce dans leur carrière et parvient même à les réunir sur le tournage d'un film.
À cette occasion, ses victimes découvrent que leurs tourments proviennent du même admirateur ; elles décident alors de faire cause commune et de transformer son existence en calvaire.

## Fiche technique
- Titre : Mes stars et moi
- Titre anglais : My Stars
- Réalisation : Laetitia Colombani
- Directeur de la photographie : Jean-Marie Dreujou
- Montage : Véronique Parnet
- Musique : Frédéric Talgorn
- Supervision musicale : Marie Sabbah et Jean-Pierre Arquié (pour Film Music Services)
- Casting : Fabienne Bichet
- Chef décoration : Jean-Marc Kerdelhué
- Décors : Cécile Arlet-Colin
- Costumes : Catherine Leterrier
- Coordination des cascades : Philippe Guégan
- Budget : 7.68M€[1]
- Producteur : Christophe Rossignon
- Producteur associé : Philip Boëffard
- Coproducteur : Serge Hayat
- Productrice exécutive : Eve Machuel
- Sociétés de production : Nord-Ouest Production, Studiocanal et M6 Films en association avec M6, Canal+, CinéCinéma, et les SOFICAs Cofinova 3 et 4, Cinémage 2 et Banque Populaire Images 8
- Sociétés de distribution : Studiocanal (France), Frenetic Films (de)( Suisse) et ZON Lusomundo Cinemas (pt)( Portugal)
- Pays :  France
- Genre : comédie
- Langue : français
- Durée : 88 minutes
- Format : 2.35:1 - couleur - 35mm - Cinemascope
- Son : Dolby SR, Digital SR-D et DTS & SDDS
- Visa d'exploitation no 114 171
- Dates de sortie : 29 octobre 2008 (France), 5 novembre 2008 (Suisse) et 28 mai 2009 (Portugal)
- Box-office Europe : 334 660 entrées[2]
- Date de sortie DVD : 5 mai 2009
- Date de sortie VOD : 17 juin 2009

## Distribution
- Kad Merad : Robert Pelage
- Catherine Deneuve : Solange Duvivier
- Emmanuelle Béart : Isabelle Séréna
- Mélanie Bernier : Violette Duval
- Maria de Medeiros : Adeline
- Juliette Lamboley : Lucie
- Rufus : Victor, l'assistant de Solange
- Antoine Duléry : le lieutenant Bart
- Scali Delpeyrat : Durand
- Dominique Besnehard : Dominique Bhé
- Jean-Pierre Martins : Bruno, le rugbyman
- Jean-Chrétien Sibertin-Blanc : le docteur Mulot
- Patrice Leconte : Patrice Leduc, le réalisateur
- Benoît Pétré : l'assistant d'Isabelle Séréna
- Frédérique Bel : une maquilleuse
- Nicolas Briançon : le responsable du casting
- Arno Chevrier : le régisseur
- Christophe Rossignon : le maître d'hôtel au Fouquet's
- Lætitia Colombani : la psychanalyste pour chats (par jeu de mots, se prononce « psi.ʃa.na.list »)
- Jean Becker : le réalisateur à l'avant-première
- Charles Gassot : le producteur à l'avant-première
- Clément Boulland : un paparazzo (figuration - non crédité)
- Jenny Rieu : une cinéphile (figuration - non créditée)
- Bass Dhem : le buraliste
- Pierre Zéni : le présentateur
- Alban Casterman : le stagiaire régie
- Valérie Moreau : la teinturière
- Maria Caldera : l'assistante de Dominique Bhé
- Caroline Maillard : Anita
- Mika Tard : l'assistante casting
- Chloé Belhomme : Marie Janson
- Jill Gagé : la jeune femme casting
- Guillaume Colombani : l'assistant mise en sc-ne
- Josette Stein : la mère de Durand
- Patrick Guérineau : l'officier de police
- Marie Favasuli : le collègue de l'officier de police
- Ilan Hong Van Sang : Augustin
- Christophe Jeannel : Lelemédecin
- René Carton : le machiniste
- Jean-Michel Tresallet : l'ingénieur du son

## Autour du film
- Jouant son propre rôle dans le film, Dominique Besnehard étale sur son bureau les photos d'actrices toutes aussi célèbres que celles figurant dans le film : Diane Krüger, Charlotte Gainsbourg, etc.
- Au début du film, on peut apercevoir Guillaume Canet qui fait la couverture de Psychologies Magazine[3], dans le numéro figurant sur le présentoir du kiosque[4].
- Lieux de tournage[5] : Val-de-Marne (studios de Bry-sur-Marne - intérieurs et alentours des studios, Sucy-en-Brie et Villiers-sur-Marne), place Saint-Augustin et boulevard Haussmann (8ème arrondissement de Paris), Le Vésinet (Yvelines) et aéroport Charles-de-Gaulle.

## Musiques additionnelles
D'après la fiche IMDB.
- Je me sens si seul - Marc Lavoine
- My Shadow for Company - Yarol Poupaud
- Les noces de Figaro - Duo Che soave zeffiretto - Wolfgang Amadeus Mozart
- Jamaican Dream - Nick Person
- La Dolce Vita - Zazie
- Dream Catch Me - Newton Faulkner